# Aegus lansbergei
Aegus lansbergei es una especie de coleóptero de la familia Lucanidae.

## Subespecies
- Aegus lansbergei lansbergei Boileau, 1902
- Aegus lansbergei rotundatus Boileau, 1902

## Distribución geográfica
Habita en Sumbawa (Aegus lansbergei lansbergei) y la Isla de Flores, Adonara, Lomblen y Timor (Aegus lansbergei rotundatus).